# Iliff
Iliff és una població dels Estats Units a l'estat de Colorado. Segons el cens del 2000 tenia 213 habitants.

## Demografia
Segons el cens del 2000, Iliff tenia 213 habitants, 93 habitatges, i 59 famílies. La densitat de població era de 329 habitants per km².
Dels 93 habitatges en un 22,6% hi vivien nens de menys de 18 anys, en un 51,6% hi vivien parelles casades, en un 8,6% dones solteres, i en un 35,5% no eren unitats familiars. En el 30,1% dels habitatges hi vivien persones soles el 15,1% de les quals corresponia a persones de 65 anys o més que vivien soles. El nombre mitjà de persones vivint en cada habitatge era de 2,29 i el nombre mitjà de persones que vivien en cada família era de 2,85.
Per edats la població es repartia de la següent manera: un 23% tenia menys de 18 anys, un 9,9% entre 18 i 24, un 18,8% entre 25 i 44, un 31,5% de 45 a 60 i un 16,9% 65 anys o més.
L'edat mediana era de 43 anys. Per cada 100 dones de 18 o més anys hi havia 97,6 homes.
La renda mediana per habitatge era de 25.625 $ i la renda mediana per família de 29.375 $. Els homes tenien una renda mediana de 30.938 $ mentre que les dones 16.000 $. La renda per capita de la població era de 15.634 $. Entorn del 12,3% de les famílies i el 14,5% de la població estaven per davall del llindar de pobresa.

## Poblacions més properes
El següent diagrama mostra les poblacions més properes.